# P.D. Castellarano
Polisportiva Castellarano Calcio là một câu lạc bộ bóng đá Ý đến từ Castellarano, Emilia-Romagna.

## Lịch sử
Câu lạc bộ được thành lập vào năm 2000.
Giải đấu cao nhất mà nó đã chơi là Serie D.

## Màu sắc và huy hiệu
Màu sắc của đội là đỏ và xanh.

## Danh dự
- liên_kết= Regional Coppa Italia Emilia–Romagna:
  - Vô địch 1: 2011-12